# Кашинец, Николай Григорьевич
Николай Григорьевич Кашинец (09.08.1912—12.02.1993) — командир орудия артиллерийской батареи 9-го гвардейского ордена Суворова стрелкового полка (3-я гвардейская стрелковая Волновахская Краснознамённая ордена Суворова дивизия, 11-й гвардейский Краснознаменный стрелковый корпус, 2-я гвардейская армия, 3-й Белорусский фронт), гвардии старший сержант, участник Великой Отечественной войны, кавалер ордена Славы трёх степеней.

## Биография
Родился 9 августа 1912 года в селе Любовка ныне Волновахский район, Донецкая Народная Республика, Россия (спорная территория) в крестьянской семье. Украинец. В 1924 году окончил 4 класса школы. Жил в городе Сталино (ныне Донецк), работал столяром на металлургическом заводе. В 1932 году окончил 2-й курс рабфака.
С 1932 по 1935 год проходил действительную воинскую службу в Красной Армии. Повторно призван в 1941 году. В действующей армии – с 6 октября 1941 года. Воевал на Южном (с 20 октября 1943 года – 4-й Украинский), 1-м Прибалтийском и 3-м Белорусском фронтах. Принимал участие в оборонительных сражениях 1941 года, битве за Кавказ, Сталинградской битве, Донбасской и Мелитопольской наступательных операциях, освобождении Крыма, Шауляйской, Мемельской и Восточно-Прусской наступательных операциях.
В боях за населённый пункт Армянск Крым 8 апреля 1944 года Н. Г. Кашинец выдвинул вперёд свое орудие и прямой наводкой уничтожил 3 станковых пулемёта противника, которые препятствовали наступлению наших стрелковых подразделений. В ходе дальнейшего продвижения 9 апреля артиллеристы успешно отразили контратаку пехоты и танков противника, уничтожив вражескую огневую точку. Командиром полка Н. Г. Кашинец был представлен к награждению орденом Отечественной войны 2-й степени.
Приказом командира 3-й гвардейской стрелковой дивизии гвардии генерал-майором Цаликовым К. А. 23 апреля 1944 года гвардии старший сержант Кашинец Николай Григорьевич награждён орденом Славы 3-й степени.
После Крыма 3-я гвардейская стрелковая дивизия была передислоцирована в полосу 1-го Прибалтийского фронта. При форсировании реки  Свента (ныне  Швянтойи) в районе города Каварскас (ныне Аникщяйский район Утенского уезда, Литва) 21 июля 1944 года под огнём противника Н. Г. Кашинец вывел орудие на открытую огневую позицию и уничтожил три вражеские огневые точки, обеспечив успешное наступление стрелковых подразделений. 26 июля того же года при овладении местечком Сесикай (ныне Укмергский район Вильнюсского уезда, Литва) принимал участие в отражении контратаки пехоты противника, поддержанной 4 штурмовыми орудиями «Фердинанд». В результате боя артиллеристы подбили одно штурмовое орудие и уничтожили до 20 солдат противника. Контратака была успешно отражена. Командиром полка Н. Г. Кашинец был представлен к награждению орденом Красного Знамени.
Приказом командующего 2-й гвардейской армией от 6 сентября 1944 года гвардии старший сержант Кашинец Николай Григорьевич награждён орденом Славы 2-й степени.
В ходе Восточно-Прусской наступательной операции 19 февраля 1945 года в районе населённого пункта Цинтен (ныне посёлок  Корнево Багратионовского района Калининградской области) командир орудийного расчёта Кашинец в бою за высоту вместе с бойцами вывел из строя 2 вражеские пушки. При отражении контратаки заменил раненого наводчика, огнём с открытой позиции уничтожил немало гитлеровцев.
1 марта 1945 года в бою подавил пушку, 2 пулемёта, истребил свыше 20 фашистов.
Указом Президиума Верховного Совета СССР от 19 апреля 1945 года за образцовое выполнение боевых заданий командования на фронте борьбы с немецкими захватчиками и проявленные при этом мужество и доблесть гвардии старший сержант Кашинец Николай Григорьевич награждён орденом Славы 1-й степени.
В ноябре 1945 года старшина Кашинец демобилизован. Вернулся в родные края. Жил в городе Донецк, работал столяром на заводе.
Умер 12 февраля 1993 года. 

## Награды
- Орден Отечественной войны I степени (11.03.1985)[5]

- Полный кавалер ордена Славы:  
  - орден Славы I степени (19.04.1945)[6];
  - орден Славы II степени (06.09.1944)[3];
  - орден Славы III степени (23.04.1944)[7];
- медали, в том числе:
  - «За оборону Кавказа» (09.05.1945)[1]
  - «За оборону Сталинграда» (09.05.1945)[1]
  - «В ознаменование 100-летия со дня рождения Владимира Ильича Ленина» (6 апреля 1970)
  - «За победу над Германией в Великой Отечественной войне 1941—1945 гг.» (9 мая 1945[8])[9]
  - «За взятие Кёнигсберга» (09.06.1945)

- - «20 лет Победы в Великой Отечественной войне 1941—1945 гг.» (7 мая 1965[10])
  - «30 лет Победы в Великой Отечественной войне 1941—1945 гг.»[11]
  - 40 лет Победы в Великой Отечественной войне 1941—1945 гг.[12]

- - «50 лет Вооружённых Сил СССР» (26 декабря 1967[13])
- Знак «25 лет победы в Великой Отечественной войне» (1970)

## Память
- На могиле установлен надгробный памятник
- Его имя увековечено в Главном Храме Вооружённых сил России, и навсегда запечатлено на мемориале «Дорога памяти»[14].